# Antarctospira angusteplicata
Antarctospira angusteplicata é uma espécie de gastrópode do gênero Antarctospira, pertencente à família Borsoniidae.